# Druk Star Football Club
Il Druk Star Football Club è una società calcistica bhutanese con sede nella città di Thimphu. Fu fondata nel 2000.

## Storia
Il club ha vinto due volte il titolo nazionale, nel 2002 e nel 2009. In occasione della seconda vittoria ha ottenuto la qualificazione alla Coppa del Presidente dell'AFC. Ha esordito nella competizione continentale il 9 maggio 2010 affrontando la squadra turkmena del HTTU Aşgabat e subendo una pesante sconfitta per otto reti a zero. Nella seconda partita del torneo i campioni in carica del Bhutan hanno affrontato i birmani del Yadanarbon subendo una seconda sconfitta per undici reti a zero.

## Rosa 2009/10
| N. |                   | Ruolo | Calciatore         |
| -- | ----------------- | ----- | ------------------ |
| 1  | Bhutan (bandiera) | P     | Puspa Lal Sharma   |
| 18 | Bhutan (bandiera) | P     | Yeshi Gyeltshen    |
| 21 | Bhutan (bandiera) | P     | Nima Gyeltshen     |
| 2  | Bhutan (bandiera) | D     | Kinley Wangchuk    |
| 3  | Bhutan (bandiera) | D     | Tshedupla          |
| 4  | Bhutan (bandiera) | D     | Man Bahadur Gurung |
| 7  | Bhutan (bandiera) | D     | Jamyang Tenzin     |
| 11 | Bhutan (bandiera) | D     | Kuenga             |
| 13 | Bhutan (bandiera) | D     | Yonten Chophel     |
| 15 | Bhutan (bandiera) | D     | Sonam Wangyel      |
| 23 | Bhutan (bandiera) | D     | Umesh Gurung       |

| N. |                   | Ruolo | Calciatore             |
| -- | ----------------- | ----- | ---------------------- |
| 26 | Bhutan (bandiera) | C     | Pema Jamtsho           |
| 5  | Bhutan (bandiera) | C     | Pasang Tshering        |
| 6  | Bhutan (bandiera) | C     | Tashi Lhendup          |
| 8  | Bhutan (bandiera) | C     | Chimi Dorji            |
| 14 | Bhutan (bandiera) | C     | Karma Shedrup Tshering |
| 22 | Bhutan (bandiera) | C     | Karun Gurung           |
| 10 | Bhutan (bandiera) | A     | Sonam                  |
| 12 | Bhutan (bandiera) | A     | Sonam Dhendup          |
| 16 | Bhutan (bandiera) | A     | Nawang Dendup          |

Lista presentata per la Coppa del Presidente dell'AFC 2010.

## Palmarès

### Competizioni nazionali
- Campionato bhutanese: 2

2002, 2009